# 大鳥れい
大鳥 れい（おおとり れい、11月6日 - ）は、日本の女優。元宝塚歌劇団花組トップ娘役。
大阪府池田市、府立渋谷高等学校出身。身長162cm。愛称は「みどり」。
所属事務所はACT JP エンターテイメント。

## 来歴
1991年、宝塚音楽学校入学。
1993年、宝塚歌劇団に79期生として入団。月組公演「グランドホテル／BROADWAY BOYS」で初舞台。
1994年、組まわりを経て花組に配属。
大人っぽい美貌と舞台度胸の良さで注目を集め、1995年、真矢みき・純名里沙トップコンビ大劇場お披露目となる「エデンの東」で、新人公演初ヒロイン。
1997年の「君に恋して ラビリンス!」でバウホール公演初ヒロイン。同年の「ザッツ・レビュー」で2度目の新人公演ヒロイン。
1998年10月6日付で花組トップ娘役に就任。愛華みれの相手役として、翌年の「夜明けの序曲」でトップコンビ大劇場お披露目。
2001年に愛華が退団後は匠ひびき・春野寿美礼の相手役を務め、2003年2月9日、春野とのトップコンビ大劇場お披露目となる「エリザベート」東京公演千秋楽をもって、宝塚歌劇団を退団。退団公演ではタイトルロールとなるエリザベート役を演じた。
退団後は舞台を中心に活動している。

## 人物
芸名は、自身の好きな女優・オードリー・ヘプバーンに由来する。

## 宝塚歌劇団時代の主な舞台

### 初舞台
- 1993年4 - 5月、月組『グランドホテル』『BROADWAY BOYS』（宝塚大劇場のみ）

### 組まわり
- 1993年6月、花組『メランコリック・ジゴロ』『ラ・ノーバ!』（東京宝塚劇場のみ）
- 1993年9 - 10月、月組『花扇抄』『扉のこちら』『ミリオン・ドリームズ』（宝塚大劇場のみ）

### 花組時代
- 1994年3 - 7月、『ブラック・ジャック 危険な賭け』『火の鳥』
- 1994年9 - 11月、『冬の嵐、ペテルブルグに死す』 - 新人公演：ポリィナ（本役：月影瞳）『ハイパー・ステージ!』（宝塚大劇場のみ）
- 1995年1月、『哀しみのコルドバ』『メガ・ヴィジョン』（宝塚大劇場）
- 1995年3月、『哀しみのコルドバ』『メガ・ヴィジョン』（劇場飛天）
- 1995年4月、『哀しみのコルドバ』 - 新人公演：ソニア（本役：渚あき）『メガ・ヴィジョン』（東京宝塚劇場）
- 1995年6 - 8月、『エデンの東』 - 新人公演：アブラ（本役：純名里沙）『ダンディズム!』（宝塚大劇場） 新人公演初ヒロイン[5][7]
- 1995年9 - 10月、『紅はこべ』『メガ・ヴィジョン』（全国ツアー）
- 1995年11月、『エデンの東』 - 新人公演：アブラ（本役：純名里沙）『ダンディズム!』（東京宝塚劇場）
- 1996年1 - 2月、『花は花なり』『ハイペリオン』（宝塚大劇場）
- 1996年3月、『HURRICANE』（バウホール） - アナ
- 1996年4月、『花は花なり』『ハイペリオン』（東京宝塚劇場）
- 1996年6 - 8月、『ハウ・トゥー・サクシード』（宝塚大劇場） - 新人公演：ミス・クラムホルツ（本役：千紘れいか）[注釈 1]
- 1996年9 - 10月、『HURRICANE』（日本青年館・愛知厚生年金会館） - アナ
- 1996年11月、『ハウ・トゥー・サクシード』（東京宝塚劇場） - 新人公演：ミス・クラムホルツ（本役：幸美杏奈）[注釈 2]
- 1996年12 - 1997年1月、『RYOMA』（ドラマシティ）
- 1997年2 - 3月、『失われた楽園』 - 新人公演：ヘレン・ウッド（本役：詩乃優花）『サザンクロス・レビュー』（宝塚大劇場）
- 1997年4 - 5月、『君に恋して ラビリンス!』（バウホール） - マリー バウ初ヒロイン[5]
- 1997年6月、『失われた楽園』 - 新人公演：ヘレン・ウッド（本役：詩乃優花）『サザンクロス・レビュー』（東京宝塚劇場）
- 1997年8 - 9月、『ザッツ・レビュー』（宝塚大劇場） - 由紀、新人公演：仙（本役：千ほさち） 新人公演ヒロイン[8]
- 1997年10 - 11月、『ブルー・スワン』（バウホール・日本青年館・愛知県芸術劇場） - ジジ
- 1997年12月、『ザッツ・レビュー』（東京宝塚劇場） - 由紀、新人公演：仙（本役：千ほさち）
- 1998年2月、『ザッツ・レビュー』（中日劇場） - 由紀
- 1998年3月、『ヴェロニック』（バウホール） - アガート
- 1998年5 - 6月、『SPEAKEASY』 - パトリシア、新人公演：ジェニー・ダイバー（本役：詩乃優花）『スナイパー』（宝塚大劇場）
- 1998年7月、『ヴェロニック』（日本青年館） - アガート
- 1998年8 - 10月、『SPEAKEASY』 - パトリシア、新人公演：ジェニー・ダイバー（本役：詩乃優花）『スナイパー』（1000days劇場）

### 花組トップ娘役時代
- 1998年10 - 11月、『Endless Love』（バウホール） - ジューン
- 1999年1 - 5月、『夜明けの序曲』 - 川上貞 大劇場トップお披露目公演[6][5][3]
- 1999年6月、『Endless Love』（愛知厚生年金会館・日本青年館） - ジューン
- 1999年8 - 12月、『タンゴ・アルゼンチーノ』 - マルグリット『ザ・レビュー'99』[5]
- 2000年2月、『タンゴ・アルゼンチーノ』 - マルグリット『ザ・レビューIV』（中日劇場）
- 2000年4 - 8月、『源氏物語 あさきゆめみし』 - 紫の上／藤壺『ザ・ビューティーズ!』[5]
- 2000年11 - 2001年3月、『ルートヴィヒII世』 - 幻『Asian Sunrise』
- 2001年4 - 5月、『源氏物語 あさきゆめみし』 - 紫の上／藤壺『ザ・ビューティーズ!』（全国ツアー）[5]
- 2001年7 - 11月、『ミケランジェロ』 - コンテッシーナ・デ・メディチ『VIVA!』
- 2001年12 - 2002年1月、『カナリア』（ドラマシティ・ル テアトル銀座） - アジャーニ[6]
- 2002年3 - 6月、『琥珀色の雨にぬれて』 - シャロン・カザティ『Cocktail』
- 2002年8月、『あかねさす紫の花』 - 額田女王『Cocktail』（博多座）
- 2002年10 - 2003年2月、『エリザベート』 - エリザベート 退団公演[3][2][9][注釈 3]

### 出演イベント
- 1997年12月、『アデュー東京宝塚劇場』
- 1998年5月、'98TCAスペシャル『タカラジェンヌ!』
- 1998年7月、『'98宝塚巴里祭』
- 1998年12月、『レビュー・スペシャル'98』
- 1999年3月、愛華みれディナーショー『LA GARE』
- 1999年5月、'99TCAスペシャル『ハロー!ワンダフル・タイム』
- 1999年10月、『茂山忠三郎レッスン発表会』
- 2000年9月、TCAスペシャル2000『KING OF REVUE』
- 2000年12月、『アデューTAKARAZUKA1000days劇場サヨナライベント』
- 2001年6月、TCAスペシャル2001『タカラヅカ夢世紀』
- 2002年6月、TCAスペシャル2002『LOVE』
- 2002年12月、『吉崎憲治オリジナルコンサート』

## 宝塚歌劇団退団後の主な活動

### 舞台
2003年
- 「春は爛漫」（帝国劇場）
- 「OINARI 浅草ギンコ物語」（青山劇場ほか）

2004年
- 「松平健特別公演〜暴れん坊将軍スペシャル〜」（博多座）
- 「ボンジュール・タカラジェンヌ〜ドンブラコからエリザベートまで〜」（新宿コマ劇場）
- 「孤愁の岸」（御園座）
- 「TAKARAZUKAゴールデン･メモリーズ」（東京宝塚劇場）
- 「松平健錦秋公演 暴れん坊将軍スペシャル」（新宿コマ劇場）
- 「Tales of the Echo (山彦ものがたり) 」（アメリカツアー）

2005年
- 「Broadway Gala Concert 2005」追加公演（青山劇場）
- 「泣いたらあかん」（御園座ほか）
- 劇団四季ミュージカル「アスペクツ オブ ラブ」（自由劇場）

2006年
- 「獅子を飼う」（兵庫県立芸術文化センター他）
- 「暴れん坊将軍スペシャル〜唄って踊って八百八町〜フィナーレ・マツケンサンバ」（川口リリアホール他）
- 吉本人情喜劇「花より大好き☆夢絵巻　戦後篇」（名鉄ホール）
- 「山彦ものがたり」 (地方公演)

2007年
- 松井誠新春特別公演「喜劇・くらわんか！／華・艶・舞」（新歌舞伎座）
- 「暴れん坊将軍スペシャル 〜唄って踊って八百八町！／唄う絵草紙〜」（御園座）
- 「泣いたらあかん」全国縦断特別公演（浪切ホールほか）

2008年
- 「龍馬異聞 KURAMATENGU…遥かなる海へ」（博品館劇場）

2009年
- ミュージカル「愛と青春の宝塚〜恋よりも生命よりも〜」（新宿コマ劇場ほか）
- 「頭痛肩こり樋口一葉」（南座ほか）

2010年
- 「タップジゴロ」（博品館劇場）
- 「うりずんの風」（笹塚ファクトリー）

2011年
- TAKARAZUKA WAY TO 100th ANNIVERSARY 『DREAM TRAIL - 宝塚伝説 -』（青山劇場、シアタードラマシティ）
- 「イヴ・モンタン 〜彼を憎んだ女と男〜」（三越劇場）
- 「gratitude〜Endless Love〜」（吉祥寺・前進座劇場）
- 「ロミオとジュリエット」モンタギュー夫人（赤坂ACTシアター、梅田芸術劇場）

2012年
- 「パルレ 洗濯」（三越劇場、俳優座劇場）
- 「棘 L’ECHARDE」（銕仙会能楽研修所）
- 「タップ・ジゴロ」（博品館劇場）

2014年
- 「遊女夕霧」（六行会ホール）

2015年
- 「マクベス」（兵庫県立芸術文化センター）
- 「三の酉」（六行会ホール）

2016年
- 「遊女夕霧」（八千代座）

2017年
- 「花火の陰」主演（中野テアトルBONBON）
- 「ガラスの怪物」（下北沢小劇場B1）
- 水木英昭プロデュースvol.22「眠れぬ夜のホンキートンクブルース外伝〜ティーダのうた〜」（紀伊国屋ホール）

2018年
- 「信長の野望・大志－春の陣－」（CBGK シブゲキ!!）
- 「信長の野望・大志－冬の陣－」（シアター1010）
- 水木英昭プロデュース「虹色唱歌」（紀伊国屋ホール）

2019年
- 青山真治作・演出「しがさん無事？ are you alright, my-me？」（下北沢小劇場B1）

2020年
- 「花火の陰」主演（三越劇場）
- 「赤すぎて、黒」（萬劇場）

2025年
- 「花郎〜ファラン〜」（THEATER MILANO-Za、梅田芸術劇場）[10]
- 「幕末」（箕面市立文化芸能劇場、かめありリリオホール）[11][12]
- 「未来へのOne Step！～世界を結ぶ愛の歌声～」（関西万博EXPOホール「シャインハット」、東京国際フォーラム、梅田芸術劇場）[13]
- 「大阪は踊る！」（大阪松竹座）[14]

### ドラマ
- 水戸黄門 第40部 第10話「赤い恐怖!心の叫び -久保田-」（2009年10月12日、TBS / C.A.L） - りつ
- NHK大河ドラマ「龍馬伝」（2010年、NHK）　-　高松千鶴
- 「潔子爛漫〜きよこらんまん〜」(2013年、東海テレビ) - 九堂文乃

### 映画
- ばけもの模様（2008年、石井裕也監督）＊主演
- 年々歳々（2009年、安達正軌監督）
- 駆込み女と駆出し男（2015年、原田眞人監督） - 法光尼 役

### ライブ・コンサート
- 宝塚OGによるミュージック・エンターテインメント[15]
  - 『OTO♪TERRACE』（2023年9月、恵那文化センター）[16]
  - 『La ENA Bouquet』（2024年9月、恵那文化センター）[15]

### 広告・CM
- NTTドコモ関西/東海（PHS）（2000年）
- 浜縮緬工業協同組合「2019年版　浜ちりめんカレンダー」（2019年）

### ラジオ番組
- 大鳥れいの”Always宝塚”（wallop）[17]

## 受賞歴
- 1998年、『阪急すみれ会パンジー賞』 - 新人賞
- 1999年、『阪急すみれ会パンジー賞』 - 女役賞